# Arenaria emarginata subsp. emarginata
Arenaria emarginata subsp. emarginata é uma subespécie de planta com flor pertencente à família Caryophyllaceae. 
A autoridade científica da subespécie é Brot., tendo sido publicada em Fl. Lusit. 2: 202 (1804).

## Portugal
Trata-se de uma subespécie presente no território português, nomeadamente em Portugal Continental.
Em termos de naturalidade é nativa da região atrás indicada.

## Protecção
Não se encontra protegida por legislação portuguesa ou da Comunidade Europeia.